# Per Ögren
Per Erik Anders Ögren, född 20 april 1986 i Härnösands domkyrkoförsamling, är en svensk tidigare handbollsspelare (högernia).

## Karriär
Per Ögren växte upp i Härnösand där han började sin handbollskarriär i lokala klubben Brännans IF. När han var 16 år gjorde han sin seniorlagsdebut mot Boden borta, där han gjorde fyra mål. Redan som 17-åring skrev han kontrakt med IFK Ystad. I Ystad gick han på handbollsgymnasium och var med i juniorlandslaget. 2004 vann Per Ögren skytteligan i Junior-SM. Han drabbades av en knäskada som ledde till ett uppehåll i nästan ett år från handbollen. 2006 skrev han kontrakt med IFK Malmö, som om året efter ombildades till HK Malmö. Efter den besvärande knäskadan fick Ögren göra comeback mot Lugi 2007 och blev matchhjälte med det avgörande 32-32 målet. Ögren fortsatte i fyra år i Malmö men 2011 återvände han till IFK Ystad. Han spelade där till 2013. 
Ögren började spela footvolley, volleyboll med fötterna på sand. Det gick så bra att han fick representera Sverige i landslaget. Han satsade på att arrangera krävande terränglopp med hinder.  2013 förlängde han inte sitt kontrakt med IFK Ystad och handbollskarriären var över.